# کولاپور
شهر کولاپور (به انگلیسی: Kolhapur) با جمعیت ۵۶۲٫۰۳۸ نفر در ایالت مهاراشترا در کشور هند واقع شده‌است.